# Mysterious Eyes
〈Mysterious Eyes〉는 가넷 크로우의 메이저 데뷔 싱글이다. 2000년 3월 29일 기자 스튜디오에서 싱글 〈너의 집에 도착할 때까지 계속 달려가〉와 동시발매되었다.

## 수록곡
전체 작사: 아즈키 나나. 전체 작곡: 나카무라 유리. 전체 편곡:후루이 히로히토
| #             | 제목                           | 재생 시간 |
| ------------- | ------------------------------ | --------- |
| 1.            | Mysterious Eyes                | 4:28      |
| 2.            | Timing                         | 4:48      |
| 3.            | Mysterious Eyes (instrumental) | 4:28      |
| 총 재생 시간: | 총 재생 시간:                  | 13:44     |

## 미디어에서의 사용
Mysterious Eyes
- 요미우리 TV·닛폰 TV계 전국 넷 애니메이션 《명탐정 코난》 일곱 번째 여는 곡

## 차트 성적
- 최고순위 20위 (오리콘)

| TV 애니메이션 《명탐정 코난》 여는 곡 1999년 11월 15일 (168화) ~ 2000년 8월 21일 (204화) |                                 |                                                        |
| 이전 곡: B'z 〈아슬아슬chop〉                                                            | 가넷 크로우 〈Mysterious Eyes〉 | 다음 곡: 아이우치 리나 〈사랑은 스릴, 쇼크, 서스펜스〉 |